# Марченас, Айдас
А́йдас Марче́нас (лит. Aidas Marčėnas; род. 24 сентября 1960, Каунас) — литовский поэт и критик. Один из самых известных представителей литовской «новой волны» 80-90х годов. Работал осветителем в театре, пожарным, кочегаром. Возродил в литовской поэзии жанр сонета. Томас Венцлова назвал его «надеждой литовской поэзии». Первый поэтический сборник вышел в 1988 году.

## Творчество
Для его творчества характерны близость к классическому традиционному стиху, мелодичность, ирония. Имя Айдас означает "эхо".

нет никакого смысла ставить за словом слово,

и бесконечными текстами тебя пеленать все туже,

милый читатель. Но вот уже снова вечер, и столько живого

вздыхает вокруг, и кто-то роднит наши души

во времени и пространстве.
Великая ложь поэзии, 1994. Перевод Георгия Ефремова.

## Публикации на литовском языке
- Aidas Marčėnas. Šulinys. — Vilnius: Vaga , 1988. — 110 p. ISBN 5-415-00045-3
- Aidas Marčėnas. Angelas. — Vilnius: Vaga, 1991. — 235 p. ISBN 5-415-00792-X
- Aidas Marčėnas. Dulkės. — Vilnius: Lietuvos rašytojų sąjungos leidykla, 1993. — 133 p. ISBN 9986-413-04-4
- Aidas Marčėnas. Metai be žiogo. — Vilnius: Regnum, 1994. — 81 p. ISBN 9986-494-01-X
- Aidas Marčėnas. Vargšas Jorikas. — Vilnius: Vaga, 1998. — 174 p.
- Sigitas Parulskis, Aidas Marčėnas. 50 eilėraščių. — Vilnius: Baltos Lankos, 1999. — 96, 68 p. ISBN 9986-861-97-7
- Aidas Marčėnas. Dėvėti. — Vilnius: Lietuvos rašytojų sąjungos leidykla, 2001. — 190 p. ISBN 9986-39-171-7
- Aidas Marčėnas. Pasauliai. — Vilnius: Lietuvos rašytojų sąjungos leidykla, 2005. — 168 p. ISBN 9986-39-368-X
- Aidas Marčėnas. Eilinė. — Vilnius: Lietuvos rašytojų sąjungos leidykla, 2006. — 423 p. (Serija: Nacionalinės kultūros ir meno premijos laureatai; kn. 11) ISBN 9986-39-441-4

## Публикации на русском языке
- Айдас Марченас. Декларация об имуществе. Turto deklaravimas. — М.: ОГИ, 2002. — 128 с. (Серия «Bilingua») ISBN 5-94282-191-7

## Награды и премии
- 1987 — приз за лучший дебют в альманахе „Poezijos pavasaris“ («Весна поэзии»)
- 1989 — Премия Зигмаса Геле за лучший поэтический дебют (книга „Šulinys“)[1]
- 1994 — лауреат «Весны поэзии»
- 1999 — Литературная премия Юлийонаса Линде-Добиласа
- 2005 — Национальная премия Литвы в области культуры и искусства
- 2008 — Ятвяжская премия
- 2013 — Литературная премия Йонаса Айстиса
- 2013 — Премия Союза писателя Литвы за книгу стихов „Tuščia jo“
- 2020 — Кавалер ордена «За заслуги перед Литвой»[2]